# Тавіфа (Новий Заповіт)
Тавіфа (Табіта; арам. טביתא; Ṭabītā; дав.-гр. Ταβιθά; Tabitha;) або Доркас (дав.-гр. Δορκάς, Dorkás; «газель») — новозавітний біблійний персонаж; християнка в Іопії (нині Яффа), була відома своєю працьовитістю і благодійністю. Померши після хвороби, була оживлена апостолом Петром. Вчинене ним диво мало великий вплив на жителів Іопії: багато хто з них увірували в Христа (Дії 9:36—34).
На Заході з 1834 року організовувалися громади її імені — «Доркас-суспільства», які об'єднували церковних прихожан, які — за прикладом Тавіфи (Доркас) — займалися роздачею одягу нужденним. 

## Опис дива
Тавіфа була повна добрих вчинків та милостині. Одного разу вона занедужала й померла, і була вже приготовлена до поховання. Віряни закликали апостола Петра, який був в цей час в Лідді (нині ізраїльське місто Лод). Петро прибув з Лідді в Іопію і увійшов до кімнати, де лежала померла, оточена вдовицями, які плакали. Вдовиці в сльозах показали апостолу сорочки та сукні, які невпинно шила Тавіфа, щоб тим допомогти бідним. Виславши всіх геть, Петро помолився і сказав: «Тавіфо, встань!» Тавіфа відкрила очі і сіла. Він подав їй руку і підняв її. Потім, покликавши вдів та інших віруючих, він представив їм її живою.

## Гробниця
Місце поховання Тавіфи — Руський сад в Яффі (Яффа; південний район Тель-Авіва; Ізраїль) — на землі, що належить з 1868 року «Руській духовної місії в Єрусалимі». В даний час на цьому місці знаходиться російське подвір'я праведної Тавіфи. 